# Zabikhillo Urinboev
Zabikhillo Urinboev (* 30. března 1995 Taškent) je uzbecký fotbalista.

## Klubová kariéra
S kariérou začal v PFK Bunjodkor v roce 2014. Odehrál 49 ligových utkání a vstřelil 2 góly. Ve své kariéře hrával za Olmaliq FK, Pachtakor Taškent a PFK Metallurg Bekabad. Mimo Uzbekistán působil na klubové úrovni v Japonsku.

## Reprezentační kariéra
Urinboev odehrál za uzbecký národní tým v roce 2018 celkem 2 reprezentační utkání.

## Statistiky
| Uzbekistán | Uzbekistán | Uzbekistán |
| Roky       | Záp.       | Góly       |
| ---------- | ---------- | ---------- |
| 2018       | 2          | 0          |
| Celkem     | 2          | 0          |